# 2016年歐洲
|        | 歐洲歷史 |
| 世紀： | 20世紀歐洲 \| 21世紀歐洲 \| 22世紀歐洲                                                                                     |
| 年代： | 1980年代歐洲 \| 1990年代歐洲 \| 2000年代歐洲 \| 2010年代歐洲 \| 2020年代歐洲 \| 2030年代歐洲 \| 2040年代歐洲               |
| 年份： | 2012年歐洲 \| 2013年歐洲 \| 2014年歐洲 \| 2015年歐洲 \| 2016年歐洲 \| 2017年歐洲 \| 2018年歐洲 \| 2019年歐洲 \| 2020年歐洲 |

## 大事时序

### 3月
- 3月22日：比利时首都布鲁塞尔连环爆炸案

### 6月
- 6月23日：2016年英國脫離歐盟公投

### 12月
- 12月19日：
  - 俄羅斯駐土耳其大使卡爾洛夫在安卡拉一個攝影展被一名22歲身穿西裝、服役2年半的土耳其休班防暴警察槍手連開8槍打死，另有三人受傷，期間槍手以土耳其語大叫「不要忘記敘利亞及阿勒頗」，「沒想過活著離開這兒」，並叫其他人不要走近他，他又以阿拉伯語說「真主偉大」。槍手同時批評俄方殺害敘利亞人，聲稱不會讓卡爾洛夫離開這裡，他之後被趕到的警方擊斃。俄方定性為恐怖襲擊，總統普京召開緊急會議聽取匯報，並指槍手殺害俄羅斯大使是挑釁，將會派人到土耳其調查。不少嘉賓及記者在場，他們坐近牆邊顯得很驚慌。土耳其保安部門相信，槍手跟早前策劃軍事政變的伊斯蘭教士居倫有聯繫。62歲的卡爾洛夫，1976年加入俄羅斯外交機構，2001至2006年出任俄羅斯駐北韓大使，2013年開始擔任駐土耳其大使。多個西方國家譴責事件，英國外相約翰遜形容是卑鄙的謀殺，美國則譴責任何暴力行為，且加強保護外交人員安全。[1]
  - 德國柏林一輛貨車撞向聖誕市集人群，造成12死48傷[2]，總理默克爾指事件為恐怖襲擊[3]。有目擊者稱，一架貨車以時速約60公里衝上行人路，之後傳出巨響，他看到有人捲入車底，途人爭相走避，現場非常混亂。事後24歲突尼斯裔疑兇阿姆里逃走[4]，警方在貨車上發現原本的司機遺體，揭發貨車先被兇徒強行登上騎劫[5]，殺害原司機後再駕車撞向市集人群[5]。當局透過社交網站呼籲柏林市民盡量不要外出，並懸紅10萬歐元通緝兇徒[4]。案發4日後，疑兇駕車逃至意大利米蘭期間，在警方設立的路障檢查車輛時被截停，他拿出手槍並爆發槍戰，一名警員肩膀中槍，阿姆里被開槍擊斃[6]。總理真蒂洛尼讚揚警員於行動中表現勇敢，同時對阿姆里作為頭號通緝犯，仍可以輕易流竄，表示有點驚訝[6]。意大利各地提高警惕，當局加強巡邏，強調警員截查阿姆里並非因為懷疑他是逃犯，只是因為發現一個北非人凌晨時份獨自在火車站外形跡可疑[6]。